# T49 (САУ)
57 mm Gun Motor Carriage T49 — американская самоходная артиллерийская установка, разработанная в 1940-х годах. Является прототипом истребителя танков M18 «Хеллкэт».

## История создания
Начиная с мая 1941 года компания Marmon-Herrington занималась разработкой лёгкого истребителя танков T42 GMC на базе лёгкого танка T9. Он должен был оснащаться 37-мм танковой пушкой M5, которая, как тогда считалось, могла вполне бороться с большинством танков противника. Эскизный проект был готов к 23 октября того же года, однако он был переделан, проект второго варианта был готов к 11 декабря. 5 января 1942 года компанией была представлена последняя, улучшенная версия истребителя танков. Buick занялся работами по собственной версии T42 GMC 1 апреля. Однако к тому моменту Комитет по вооружению посчитал 37-мм пушку M5 недостаточной, из-за чего компанией было принято решение об установке на T42 английской 6-фунтовой (57-мм) пушки QF Mk.III. С зимы 1942-го также прорабатывался вариант установки данной пушки на лёгкий танк T7E2.
Скоро от установки 57-мм орудия на T42 GMC отказались. Было решено разработать новую противотанковую САУ, впоследствии получившая обозначение 57mm Gun Motor Carriage T49. Был заключён контракт на разработку и производство двух опытных экземпляров.
Первый вариант машины оснащался ходовой от T42 GMC, корпус был серьёзно переделан, скорее всего силовая установка также была заменена, однако в документах этот момент не указывается. На базе первого проекта T49 был разработан безбашенный вариант с 76-мм пушкой, получивший название 76 mm Gun Motor Carriage T50. Из-за различных недостатков, в том числе и из-за ограниченного по 15 градусов в каждую сторону сектора обстрела, Комитет по вооружениям от этого проекта отказался.
Был доработан и T49 — число опорных катков увеличилось до пяти, корпус был практически полностью переделан, башня была разработана с нуля, экипаж состоял из пяти человек, подвеска также была доработана: в её основе по-прежнему лежала система Кристи, но свечи были выедены наружу, такое решение позволило не занимать большого объёма пространства в корпусе.
Первоначально военные встретили разработку Buick неоднозначно. Был составлен список необходимых изменений: предлагалось переделать место механика-водителя по типу бронеавтомобиля M8, убрать курсовой пулемёт, переделать систему связи, сделать открытую башню и сократить экипаж до 4 человек. Тем не менее, уже в середине июня 1942 года было дано добро на изготовление T49 GMC практически в той же конфигурации, что и представленный макет.
Первый опытный образец был готов к июлю 1942 года. Первые испытания прошли без орудийной установки, так как к тому моменту она не была завершена. На испытаниях стало ясно, что до первоначальных предполагаемых 88-96 км/ч самоходка не разгонится, на испытаниях максимальная скорость составила на тот рекордные для гусеничных машин 84,8 км/ч, но из-за проблемы с потерей мощности в гидротрансформаторе скорость снижалась до 60,8 км/ч.
В декабре 1942 все работы над прототипом T49 были свёрнуты. Танкоистребительное управление затребовало у Управления артиллерийско-технической службы установку на втором прототипе более мощной 75-мм пушки, созданной для танков M4 Шерман. Всего был построен 1 прототип T49 GMC.